# Ingelgerius
Ingelgerius (ca. 845 - 888), ook Ingelger, was een zoon van Tertullus, paltsgraaf van de Gâtinais (door huwelijk), en van Petronella, dochter van een edelman uit Bourgondië met de naam Hugo. Ze worden gezien als stamouders van het huis Anjou (Frans: Ingelgeriens). Hij werd door Karel de Kale in 870 tot burggraaf van Orléans en prefect van Tours aangesteld met de taak het grondgebied tegen vijandelijke aanvallen te verdedigen. Na een succesvolle verdediging tegen de Vikingen werd hij ook benoemd tot burggraaf van Angers.
Hij huwde in 878 met Adelheid van Gâtinais, dochter van Aubry I, burggraaf van Gâtinais (ca 820-886), gerelateerd aan de Amboise-familie, en Engeltrude van Orleans.
Hij kreeg samen met haar Fulco I van Anjou. Ingelgerius is begraven in de kerk van St Martin te Châteauneuf-sur-Loire.